# 차세나
차세나(1986년 5월 15일 ~ )는 대한민국의 필드하키 선수이며 평택시청 소속이다.

## 경력
- 2012년 하계 올림픽 여자 하키 국가대표